# Bernhard van Nassau-Beilstein
Bernhard van Nassau-Beilstein († Liebenscheid, 10 mei 1556) was graaf van Nassau-Beilstein, een deel van het graafschap Nassau. Ook was hij landdrost van het hertogdom Westfalen. Hij stamt uit de Ottoonse Linie van het Huis Nassau.

## Biografie
Bernhard was de derde zoon van graaf Hendrik IV van Nassau-Beilstein en Eva van Sayn, dochter van graaf Gerhard II van Sayn en Elisabeth van Sirk.
Na het overlijden van zijn vader in 1499 deelden Bernhard en zijn broers het graafschap Nassau-Beilstein. De door de broers gesloten verdelingsovereenkomst is echter niet meer overgeleverd. Na het vroege overlijden van zijn oudste broer Johan II in augustus 1513 maakte Bernhard aanspraak op diens erfenis. Johan had zijn gelijknamige zoon Johan III tot hoofderfgenaam benoemd. Bernhard verkreeg uit de Keur-Keulse pandschappen de heerlijkheid Lahr en inkomsten uit de ambten Altenwied en Linz als schadeloosstelling.
In 1533 loste Keur-Keulen de pandschappen Altenwied, Lahr en Linz in. Als gevolg daarvan was een nieuwe verdeling tussen Bernhard en zijn neef Johan III noodzakelijk. Bernhard verkreeg nu de burcht Liebenscheid en inkomsten uit de heerlijkheid Westerwald als eigendom.
Bernhard trad in dienst van Keur-Keulen en werd waarschijnlijk vóór 1542 drost van het hertogdom Westfalen. Tijdens het gewapende conflict tussen Keur-Keulen en de graven van Waldeck over de opheffing van het klooster Flechtdorf na de invoering van de reformatie in Waldeck, viel Bernhard in oktober 1546 het graafschap binnen, plunderde het klooster en roofde daarbij oorkonden, bijna de gehele bibliotheek (meer dan 100 boeken) en het meeste liturgisch vaatwerk.
Vanaf 1550 was Bernhard ook hofmeester van Adolf III van Schaumburg, de aartsbisschop en keurvorst van Keulen. Op 28 juli 1550 kwam hij op een hoffeest in Keulen in conflict met graaf Herman van Nieuwenaar (1520-1578), dat pas na langdurige onderhandelingen op 8 november 1550 bijgelegd werd. Vanwege zijn Keur-Keulse ambten was Bernhard een vaak aangetrokken bemiddelaar bij verdragen, bondgenootschappen en huwelijksafspraken. Tijdelijk regeerde hij ook het graafschap Sayn-Sayn als regent voor de minderjarige kinderen van graaf Johan V van Sayn-Sayn.
Bernhard overleed ongehuwd op 10 mei 1556 op zijn burcht te Liebenscheid in het Westerwald. Hij werd begraven in Liebenscheid. In zijn testament had hij zijn neef Johan III als enig erfgenaam benoemd. Deze kon zo alle gebieden van Nassau-Beilstein weer verenigen.